# Arturo Bastes
Arturo Mandin Bastes SVD (ur. 1 kwietnia 1944 w Loboc, zm. 20 października 2024 w Cainta) – filipiński duchowny rzymskokatolicki, w latach 2003–2019 biskup Sorsogon.

## Życiorys
Wstąpił do nowicjatu werbistów w Tagaytay i w tymże zgromadzeniu złożył profesję wieczystą 28 czerwca 1970. Święcenia kapłańskie przyjął w Manili 28 listopada 1970 z rąk papieża Pawła VI. Po czterech latach studiów w Rzymie został wykładowcą seminarium w Tagaytay. Był także m.in. przełożonym werbistów w regionie Surigao (1982-1985), założycielem i pierwszym dyrektorem Centrum Biblijnego w Davao (1985-1989), a także wiceprowincjałem (1985-1987) i prowincjałem (1994-1997) prowincji południowofilipińskiej zakonu.
3 lipca 1997 został mianowany przez papieża Jana Pawła II biskupem Romblon. Sakry biskupiej udzielił mu 21 sierpnia tegoż roku kard. Ricardo Vidal.
25 lipca 2002 został prekonizowany biskupem koadiutorem Sorsogon, zaś 16 kwietnia następnego roku przejął pełnię rządów w diecezji.
15 października 2019 przeszedł na emeryturę. Zmarł 20 października 2024 w Cainta, na wyspie Luzon.